# Sogno (ma forse no)
Sogno (ma forse no) è una commedia in un atto unico scritta da Luigi Pirandello nel periodo compreso tra la fine del 1928 e l'inizio del 1929.
Fu rappresentata la prima volta il 22 settembre del 1931 su traduzione portoghese di Caetano de Abreu Beirão, con il titolo Sohno (mas talvez não) a Lisbona e in Italia, per la prima volta il 10 dicembre 1937 a Genova, al Teatro "Giardino d'Italia", dalla Filodrammatica del Gruppo Universitario di Genova.
L'11 gennaio del 1936 fu trasmessa per radio dall'EIAR (Ente Italiano Audizioni Radiofoniche).
Il tema del sogno era stato già trattato da Pirandello nella novella La realtà del sogno, ma con un'argomentazione diversa: lì i due ambiti del sogno e della realtà erano nettamente separati, nella commedia invece si intrecciano in modo inscindibile.

## Trama
Più che all'argomento della commedia, Pirandello sembra interessato a rendere scenograficamente sul palcoscenico l'atmosfera onirica che accompagna lo svolgersi dell'atto unico. Le annotazioni dell'autore riguardo alle scene e ai dialoghi sono quantitativamente maggiori, e verrebbe da dire qualitativamente migliori dal punto di vista della ricostruzione scenica, del testo vero e proprio. Si può affermare che in questa commedia Pirandello è più pittore che scrittore e la critica teatrale ha riconosciuto nella scenografia del Sogno dei veri e propri tratti espressionistici.
Una giovane ed affascinante donna si sta stancando del suo amante e si sente invece nuovamente attratta da un precedente innamorato, allontanatosi ed ora tornato ricchissimo da lontani ed esotici paesi. Nel sogno, o piuttosto nell'incubo, la giovane vede se stessa strozzata dall'amante ingelosito che sulla morbida carne del suo collo traccia con le sue mani un solco livido come una sorta di collana, ben diversa da quella che la donna aveva ammirato e desiderato nella vetrina di un gioielliere.
La donna si sveglia sospirando dal sollievo di essere uscita dall'incubo, quando la cameriera le porta una scatola che, mandata dal ricchissimo ex amante, contiene proprio la collana da lei tanto desiderata.
Viene a visitarla l'amante geloso che le racconta di essere contrariato perché avrebbe voluto farle una sorpresa regalandole la collana di perle ma che il gioielliere l'aveva già venduta a qualcuno... La giovane fa finta di nulla e avvia un dialogo che sembra inizi a ripercorrere lo stesso tragitto del sogno (ma forse no).

## Edizioni
- Luigi Pirandello, Maschere nude, a cura di Italo Borzi e Maria Argenziano, Newton Compton Editori, 2007